# Ларрі Даймонд
Ларрі Джей Даймонд (нар. 2 жовтня 1951) — американський політичний соціолог і провідний сучасний вчений у галузі вивчення демократії. Даймонд є старшим науковим співробітником Інституту міжнародних досліджень Фрімена Споглі, який є головним центром досліджень міжнародних проблем Стенфордського університету. В Інституті Даймонд працював директором Центру демократії, розвитку та верховенства права з 2009 по 2016 рік. У цій ролі його змінили Френсіс Фукуяма, а потім Кетрін Стоунер.
У різні періоди свого життя Даймонд працював радником у численних урядових і міжнародних організаціях, у тому числі в Державному департаменті Сполучених Штатів, Організації Об'єднаних Націй, Світовому банку та Агентстві США з міжнародного розвитку. Він є співредактором-засновником журналу National Endowment for Democracy Journal of Democracy, який залишив цю посаду восени 2022 року. Станом на травень 2023 року він є співголовою проєкту Гувера «Global Sharp Power Project» (разом з Гленном Тіффертом) і Тайваню у проєкті Індо-Тихоокеанського регіону (з Джеймсом О. Еллісом).